# Oligoclada garrisoni
Oligoclada garrisoni là loài chuồn chuồn trong họ Libellulidae. Loài này được De Marmels mô tả khoa học đầu tiên năm 2008.